# Flavoparmelia papillosa
Flavoparmelia papillosa är en lavart som först beskrevs av Vilmos Kőfaragó-Gyelnik och som fick sitt nu gällande namn av Mason Ellsworth Hale. 
Flavoparmelia papillosa ingår i släktet Flavoparmelia och familjen Parmeliaceae. Inga underarter finns listade i Catalogue of Life.